# Cesàro-sommatie
In de wiskundige analyse is cesàro-sommatie een methode om waarden toe te kennen aan sommige oneindige sommen die niet convergent zijn in de gebruikelijke zin. De cesàro-som wordt dan gedefinieerd als de limiet van de gemiddelden van de partiële sommen van de reeks. cesàro-sommatie is genoemd naar de Italiaanse wiskundige Ernesto Cesaro (1859-1906).
De term sommatie is enigszins misleidend, aangezien sommige uitspraken en bewijzen met betrekking tot cesàro-sommatie lijken te wijzen op de truc die Eilenberg en Mazur toepasten, zoals op de reeks van Grandi met de conclusie dat de 'som' van deze reeks gelijk zou zijn aan 1/2, een resultaat dat gemakkelijk kan worden weerlegd.

## Definitie
De reeks {\displaystyle \sum _{n=1}^{\infty }a_{n}} heet cesàro-sommeerbaar, met cesàro-som {\displaystyle A}, als
{\displaystyle \lim _{n\to \infty }{\frac {1}{n}}\sum _{k=1}^{n}s_{k}=A},
waarin
{\displaystyle s_{k}=\sum _{i=1}^{k}a_{i}}
de partiële som van de eerste {\displaystyle k} termen van de reeks is.
Met andere woorden: de cesàro-som van een reeks is de limiet van het rekenkundig gemiddelde van de partiële sommen van de reeks. Als een reeks convergent is, dan is hij ook cesàro-sommeerbaar, en is zijn cesàro-som de gebruikelijke som. Voor elke convergente rij is de corresponderende reeks cesàro-sommeerbaar, en is de cesàro-som gelijk aan de limiet van de rij.

### Voorbeeld
De reeks van Grandi is gedefinieerd als de reeks met als algemene term {\displaystyle a_{n}=(-1)^{n}}:
{\displaystyle \sum _{n=0}^{\infty }a_{n}=1-1+1-1+1-\ldots }
De partiële som van de eerste {\displaystyle k} termen is:
{\displaystyle \sum _{n=0}^{k}a_{n}},
dus de rij partiële sommen is:
{\displaystyle (s_{k})_{k=0}^{\infty }=1,\,0,\,1,\,0,\ldots }
Deze rij convergeert niet. De gemiddelden van de partiële sommen {\displaystyle s_{k}} vormen de rij:
{\displaystyle (t_{k})_{k=0}^{\infty }={\tfrac {1}{1}},\,{\tfrac {1}{2}},\,{\tfrac {2}{3}},\,{\tfrac {2}{4}},\,{\tfrac {3}{5}},\,{\tfrac {3}{6}},\,{\tfrac {4}{7}},\,{\tfrac {4}{8}},\ldots }
Deze rij is convergent met
{\displaystyle \lim _{n\to \infty }t_{n}={\tfrac {1}{2}}},
dus is de reeks van Grandi cesàro-sommeerbaar met cesàro-som 1/2.